# Brian Tyree Henry
Brian Tyree Henry (* 31. März 1982 in Fayetteville, North Carolina) ist ein US-amerikanischer Schauspieler. Bekanntheit erlangte er vor allem durch seine Hauptrolle als Alfred „Paper Boi“ Miles aus der Comedyserie Atlanta, für die er für zahlreiche Preise nominiert war.

## Leben und Karriere
Brian Tyree Henry wurde als jüngstes von fünf Kindern in der Stadt Fayetteville im US-Bundesstaat North Carolina geboren und wuchs später dort sowie in Washington, D.C. auf. Er hat vier ältere Schwestern. Sein Vater diente im Militär, während seine Mutter Lehrerin war und 2016 bei einem Autounfall ums Leben kam. Die achte Episode der zweiten Staffel von Atlanta mit dem Titel Woods wurde ihr gewidmet. Henry besuchte vier Jahre lang das Morehouse College in Atlanta, Georgia, an dem unter anderem auch Samuel L. Jackson und Spike Lee lernten. Seine Zeit dort prägte ihn maßgebend. Später besuchte er die Yale University und machte seine ersten Schritte im Schauspielgeschäft am New York City Theater. Am Broadway war er in einigen Inszenierungen zu sehen, etwa in der Rolle des Generals im Musical The Book of Mormon. Hinzu kamen Inszenierungen von Werken William Shakespeares, so als Tybalt in Romeo und Julia oder im Stück Lobby Hero, welches seine Premiere am Off-Broadway feierte. Für letzteres wurde Henry für einen Tony Award und einen Drama Desk Award nominiert.
Im Jahr 2009 gab Henry mit einem Gastauftritt in der Serie Law & Order sein Schauspieldebüt vor der Kamera. Es folgten weitere Gastrollen, etwa in Good Wife, Boardwalk Empire, The Knick und How to Get Away with Murder. Für seine Rolle als Ricky in This Is Us – Das ist Leben wurde er 2017 für einen Emmy-Award in der Kategorie Bester Gastdarsteller in einer Dramaserie nominiert. Von 2016 bis 2017 spielte er eine kleine Rolle als Dascius Brown in der HBO-Serie Vice Principals. Ab 2016 war er als Alfred „Paper Boi“ Miles in einer Hauptrolle in der Dramedyserie Atlanta zu sehen. 2017 war er unter anderem bereits für einen Gold Derby Award nominiert. Für seine Darstellung in der zweiten Staffel war er bei der Primetime-Emmy-Verleihung 2018 in der Kategorie Bester Nebendarsteller in einer Comedyserie nominiert.
Neben seinen Serienrollen ist Henry auch häufig in Filmen zu sehen, etwa in Person to Person, Crown Heights, Hotel Artemis oder Unersetzlich. Weitere Filmrollen übernahm er 2018 zudem in Widows – Tödliche Witwen und Beale Street. 2019 war er im Horrorfilm Child’s Play zu sehen und übernahm zudem eine kleine Rolle in Todd Phillips’ Joker. Auf der San Diego Comic Con 2019 wurde bekannt, dass Henry die Rolle der Comicfigur Phastos im Film Eternals des Marvel Cinematic Universe übernehmen wird. 2022 war er in einer Nebenrolle im Actionfilm Bullet Train zu sehen. Im selben Jahr spielte er den Mechaniker James Aucoin im Filmdrama Causeway, die ihm eine Nominierung für einen Oscar als Bester Nebendarsteller einbrachte.
Sein Privatleben schirmte Henry bisher erfolgreich größtenteils von der Öffentlichkeit ab.

## Filmografie (Auswahl)
- 2009: Law & Order (Fernsehserie, Episode 20x05)
- 2009: Last of the Ninth (Fernsehfilm)
- 2010: Good Wife (The Good Wife, Fernsehserie, Episode 2x02)
- 2013: Boardwalk Empire (Fernsehserie, 2 Episoden)
- 2014: My America
- 2014: The Knick (Fernsehserie, Episode 1x03)
- 2015: Puerto Ricans in Paris
- 2016–2017: Vice Principals (Fernsehserie, 3 Episoden)
- 2016–2022: Atlanta (Fernsehserie)
- 2017: Person to Person
- 2017: Crown Heights
- 2017: How to Get Away with Murder (Fernsehserie, Episode 3x12)
- 2017: This Is Us – Das ist Leben (This Is Us, Fernsehserie, Episode 1x16)
- 2018: Drunk History (Fernsehserie, Episode 5x03)
- 2018: Unersetzlich (Irreplaceable You)
- 2018: Family
- 2018: Hotel Artemis
- 2018: White Boy Rick
- 2018: Widows – Tödliche Witwen (Widows)
- 2018: Beale Street (If Beale Street Could Talk)
- 2018: BoJack Horseman (Fernsehserie, Episode 5x05, Stimme)
- 2018: Spider-Man: A New Universe (Spider-Man: Into the Spiderverse, Stimme)
- 2019: Child’s Play
- 2019: Joker
- 2020: Superintelligence
- 2021: Godzilla vs. Kong
- 2021: The Woman in the Window
- 2021: Eternals
- 2021–2023: HouseBroken (Fernsehserie, Stimme)
- 2022: Bullet Train
- 2022: Causeway
- 2023: Class of ’09 (Miniserie, 8 Episoden)
- 2023: Spider-Man: Across the Spider-Verse (Stimme)
- 2024: Godzilla × Kong: The New Empire
- 2024: The Fire Inside
- 2024: Transformers One (Stimme)

## Auszeichnungen und Nominierungen (Auswahl)
Academy Award
- 2023: Nominierung in der Kategorie Bester Nebendarsteller für Causeway

Tony Award
- 2018: Nominierung in der Kategorie bester Hauptdarsteller für Lobby Hero

Drama Desk Award
- 2018: Nominierung in der Kategorie herausragender Darsteller für Lobby Hero

Gold Derby Award
- 2017: Nominierung als beste Neuentdeckung für Atlanta
- 2017: Nominierung als bester Nebendarsteller in einer Comedyserie für Atlanta
- 2017: Nominierung als bester Gastdarsteller in einer Dramaserie für This Is Us

Primetime Emmy Award
- 2017: Nominierung als Bester Gastdarsteller in einer Dramaserie für This Is Us
- 2018: Nominierung als Bester Nebendarsteller in einer Comedyserie für Atlanta